# منتخب سنغافورة لكأس فيد
منتخب سنغافورة لكأس فيد (بالإنجليزية: Singapore Fed Cup team)‏ هو ممثل سنغافورة الرسمي في كرة المضرب في كأس فيد
.